# Kehillah
Das Wort Kehillah (hebräisch קְהִלָּה qəhillah oder ḳəhillah, in aschkenasischer Aussprache kehilloh, Plene: קהילה; Plural qəhillōt) bezeichnet eine jüdische Gemeinde. Im idealen Sinn ist damit die „heilige Gemeinde“ (ḳehillah ḳedoschah) zur Abhaltung von Gottesdiensten in Städten und kleineren Siedlungen gemeint.
Eine Kehillah ist unter anderem zuständig für: die Organisation von Mikwe (rituelles Bad), gemach (Verleihgesellschaft), Kaschrut (jüdische Speisegesetze überwacht durch Maschgiach) und Chevra Qadischah (Beerdigungsbruderschaft) sowie für die Beziehungen zu den nichtjüdischen Gemeinden der Städte.

## Geschichte
Insbesondere nach der Zerstörung des Jerusalemer Tempels im Jahre 70 n. Chr. gewann die Selbstverwaltung jüdischer Gemeinschaften in der Diaspora zunehmend an Bedeutung. Von der Spätantike bis zum europäischen Mittelalter, als Juden im christlichen und islamischen Machtbereich zunehmend in Städten wohnten, führten jüdische Gemeinden weiterhin ein ethisches, soziales, geschichtliches und intellektuelles Eigenleben. Die Gemeinden agierten als in sich geschlossene Gemeinschaften mit freiwilliger Gerichtsbarkeit (bei Rechtsstreitigkeiten untereinander) sowie der traditionellen, schon aus der Vorantike stammenden jüdischen Sozial-, Bildungs-, Armen- und Krankenfürsorge. Früher oblag es der Kehillah auch, die Steuern zu erheben, die speziell Juden auferlegt wurden.
Jüdische Gemeinden in europäischen Städten verfügen typischerweise über eine oder mehrere solcher kommunalen Organisationen mit einer oder mehreren Synagogen als Zentrum. Angegliedert sein können Schulen, Kranken- und Waisenhäuser, auch zionistische Organisationen und Bildungswerke, jüdische Internate und Ausbildungsstätten und rabbinische Lehranstalten oder jüdische Hochschulen.
Der russische Antisemit Jakow Alexandrowitsch Brafman, der selber aus einer jüdischen Familie stammte, stellte in seinem einflussreichen Werk Книга Кагала (Kniga Kagala, deutsch: „Das Buch vom Kahal“) 1869 die Kehillot als Zentren einer jüdischen Weltverschwörung zur Ausbeutung aller Nichtjuden dar, die insgeheim von der Alliance Israélite Universelle gesteuert würden.

## Gemeindevorstand
Der Gemeindevorstand größerer jüdischen Gemeinden wird aus den Haushaltsvorständen jüdischer Familien am Ort auf Zeit gewählt. Die Wiederwahl ist zulässig und oft üblich. Im Land Baden wurde auf Anordnung der Obrigkeit zur innergemeindlichen Verwaltung ein Bezirksrabbinat gewählt. Die Anzahl der Räte hängt von der Gemeindegröße ab. Anscheinend gab es im Königreich Württemberg eine vergleichbare Regelung.